# Hans Smidth
Hans Ludvig Smidth (født 2. oktober 1839 i Nakskov ; død 5. maj 1917 på Frederiksberg) var en dansk maler, søn af prokurator, senere byfoged i Skive, kancelliråd Edvard Philip Smidth (1807-78) og Karen Cathrine født Berg (1812-55) og bror til Verner Frederik Læssøe Smidth grundlæggeren af cementkoncernen F.L. Smidth & Co.

## Uddannelse
Som 15-årig flyttede Hans Smidth med familien fra Kerteminde til Skive og kom derved tættere på de hedeegne han senere kom til at male.
1858 blev han student fra Viborg Katedralskole og læste et par år medicin, men opgav for at søge arkitekt Ferdinand Vilhelm Jensens tegneskole i vinteren 1861.
Han blev optaget på Kunstakademiet oktober samme år i 1. frihåndsskole under Magnus Petersen, avancerede januar 1862 til 2. frihåndsskole under Adolph Kittendorff og oktober 1863 til gipsskolen; han malede samtidig hos Niels Simonsen. Januar 1864 var Smidth på modelskolen, hvor Wilhelm Marstrand, Jørgen Roed og Niels Simonsen var lærere.
Studierne blev afbrudt af militærtjeneste, dog uden deltagelse i 2. Slesvigske Krig, og Smidth blev hjemsendt efteråret 1865 som underkorporal fra Kastellet.
Han søgte igen efteråret 1865 og 1. halvår 1866 til modelskolen, men allerede samme år gjorde økonomiske vanskeligheder, at han måtte forlade København for at uddanne sig hovedsageligt på egen hånd under studier ved Limfjorden og i Jyllands hedeegne. 1870-71 deltog han i Vilhelm Kyhns frie aftenakademi, "Kyhns Huleakademi".

## Udstillinger
1867 debuterede Smidth på Charlottenborg Forårsudstilling med to landskabsbilleder og udstillede i de følgende år adskillige større og mindre arbejder, dels landskaber med mere eller mindre fremtrædende staffage af dyr og mennesker – 1875 således Gæssene drives hjem (den Neuhausenske Ekstrapræmie samme år) – dels billeder af jysk almueliv.

## Kunstnerisk udvikling
Efterhånden udviklede Smidth, der i 1877 fik den Neuhausenske Præmie for En fremmed spørger om Vej i Bondegaarden paa Heden, sig imidlertid stærkt også i teknisk henseende og hans anseelse steg.
Især havde en retrospektiv udstilling 1900 i Kunstforeningen betydning for hans anerkendelse. Størstedelen af de ca. 300 emner blev solgt.
Først og fremmest er han den jyske hedes og dens befolknings maler og indtager som sådan en plads i de udpræget nationale maleres række.
| Citat                                                          | :"... I Smidths kunst forenes realisme med det bedste fra guldalderens og det nationalromantiske maleri. ..." | Citat |
| − Folke Kjems i Kunstindeks Danmark/Weilbachs Kunstnerleksikon | |       |

Smidth er gengivet i xylografi af Carl Poulsen 1884, og malede selvportrætter 1905, 1910, 1916 og flere udaterede. Et portrætmaleri af Knud Larsen ca. 1895 (?), 1912 samt 1917 (udstillingsfonden, Charlottenborg).
Smidth fik Eckersberg Medaillen to gange, 1905 og 1906. Han er begravet på Frederiksberg Ældre Kirkegård.
| - Arbejder af 'Hans Smidth - En fremmed spørger om vej i bondegården på heden, 1877, for hvilket han fik 'Den Neuhausenske Præmie' - Rejsende på tredje klasse, 1887 - Stormklokkerne motiv fra 'Slavekrigen', 1897 - Kæltringbal. Blicher ved taterhytten, 1902 - Interiør fra et bondehus, 1903 - En landkøbmand, 1909 - Et hus på Alheden, 1912 - Hedelandskab med en dagvogn, 1913 - Færge over Fur Sund ved Limfjorden |